# Славолюб Мар'янович
Славолюб Мар'янович (серб. Славољуб Марјановић; нар. 6 січня 1955, Лалінац) – сербський шахіст i шаховий тренер (Старший тренер ФІДЕ від 2004), гросмейстер від 1978 року.

## Шахова кар'єра
Піших міжнародних успіхів почав досягати 1971 року, посівши 2-ге місце (позаду Майкла Стіна) на турнірі серед юнаків у Шильде. Тричі представляв Югославію чемпіонатах Європи серед юнаків до 20-ти років, які відбулися в Гронінгені (1971/72 - 5-те місце, 1972/73 - 7-ме місце i 1973/74 - 12-те місце), а також двічі - на чемпіонаті світу серед юнаків у тій самій віковій категорії (Теессіде 1973 - 4-те місце i Маніла 1974 - бронзова медаль). У 1980-х роках належав до провідних югославських шахістів. У 1980 i 1984 роках взяв участь у шахових олімпіадах, на першій з них здобувши у командному заліку бронзову медаль. У 1980 році був також представником своєї країни на командному чемпіонаті Європи. У 1985 році здобув у Новому Саді звання чемпіона Югославії, крім того 1987 року взяв участь у міжзональному турнірі (відбору до чемпіонатів світу) у Суботиці, посівши 7-ме місце.
Неодноразово брав участь у міжнародних змаганнях, серед успіхів можна відзначити:
- Белград (1976, 1-2-ге місце, 1977, 2-4-те місце, 1979, посів 1-ше місце),
- Вршац (1977, меморіал Борислава Костіча, посів 2-ге місце позаду Яном Смейкалом),
- Ванадзор (1978, 3-тє місце позаду Рафаеля Ваганяна i Віктора купрейчика),
- Сомбор (1978, 2-3-тє місце),
- Трстеник (1979, посів 1-ше місце),
- Бор (1983, посів 1-ше місце),
- Врнячка-Баня (1983, поділив 1-ше місце разом з Ніком де Фірміаном, Сеноном Франко Окампосом i Бошко Абрамовичем),
- Париж (1986, поділив 2-ге місце позаду Бориса Гулька, разом з Максимом Длугі,
- Марсель (1986, поділив 2-ге місце позаду Бориса Гулька, разом з Яном Смейкалом, Іштваном Чомом i Мершадом Шаріфом),
- Зениця (1986, поділив 2-ге місце позаду Жаймі Суніє Нето, разом з Влатко Ковачевичем, а також 1987, посів 2-ге місце позаду Сергія Смагіна),
- Пуцарево (1987, зональний турнір, 3-тє місце позаду Петара Поповича i Драгана Барлова),
- Рим (1988, поділив 1-ше місце разом з Василем Смисловим i Борисом Гулько).

Найвищий рейтинг Ело у кар'єрі мав станом на 1 липня 1985 року, досягнувши 2540 пунктів ділив тоді 44-45-те місце в світовій класифікації ФІДЕ, водночас посідав 4-те місце серед югославських шахістів.

## Зміни рейтингу
| На цьому місці має відображатися графік чи діаграма, однак з технічних причин його відображення наразі вимкнено. Будь ласка, не видаляйте код, який викликає це повідомлення. Розробники вже працюють для того, щоби відновити штатне функціонування цього графіка або діаграми. | |
| | На цьому місці має відображатися графік чи діаграма, однак з технічних причин його відображення наразі вимкнено. Будь ласка, не видаляйте код, який викликає це повідомлення. Розробники вже працюють для того, щоби відновити штатне функціонування цього графіка або діаграми. |